# USS Bronstein (DE-189)
USS Bronstein (DE-189) là một tàu hộ tống khu trục lớp Cannon từng phục vụ cùng Hải quân Hoa Kỳ trong Chiến tranh Thế giới thứ hai. Nó là chiếc tàu chiến duy nhất của Hải quân Hoa Kỳ được đặt cái tên này, theo tên Trung úy Hải quân Ben Richard Bronstein (1915-1942), sĩ quan trợ y phục vụ trên tàu khu trục Jacob Jones (DD-130) và đã tử trận khi Jacob Jones bị tàu ngầm đối phương đánh chìm ngoài khơi Cape May, New Jersey vào ngày 28 tháng 2, 1942. Nó đã phục vụ cho đến khi chiến tranh kết thúc, xuất biên chế năm 1945, rồi được chuyển cho Hải quân Uruguay năm 1952, và tiếp tục phục vụ như là chiếc ROU Artigas (DE-2) cho đến năm 1988. Con tàu bị tháo dỡ sau đó. Bronstein được tặng thưởng danh hiệu Đơn vị Tuyên dương Tổng thống cùng ba Ngôi sao Chiến trận do thành tích phục vụ trong Thế Chiến II.

## Thiết kế và chế tạo
Lớp Cannon có thiết kế hầu như tương tự với lớp Buckley dẫn trước; khác biệt chủ yếu là ở hệ thống động lực Kiểu DET (diesel electric tandem). Các động cơ diesel đặt nối tiếp nhau dẫn động máy phát điện để cung cấp điện năng quay trục chân vịt cho con tàu. Động cơ diesel có ưu thế về hiệu suất sử dụng nhiên liệu, giúp cho lớp Cannon cải thiện được tầm xa hoạt động, nhưng đánh đổi lấy tốc độ chậm hơn.
Vũ khí trang bị bao gồm ba pháo 3 in (76 mm)/50 cal trên tháp pháo nòng đơn có thể đối hạm hoặc phòng không, một khẩu đội pháo phòng không Bofors 40 mm nòng đôi và tám pháo phòng không Oerlikon 20 mm. Vũ khí chống ngầm bao gồm một dàn súng cối chống tàu ngầm Hedgehog Mk. 10 (có 24 nòng và mang theo 144 quả đạn); hai đường ray Mk. 9 và tám máy phóng K3 Mk. 6 để thả mìn sâu. Con tàu vẫn giữ lại ba ống phóng ngư lôi Mark 15 21 inch (533 mm). Thủy thủ đoàn đầy đủ bao gồm 15 sĩ quan và 201 thủy thủ.
Bronstein được đặt lườn tại xưởng tàu của hãng Federal Shipbuilding and Drydock Company ở Newark, New Jersey vào ngày 26 tháng 8, 1943. Nó được hạ thủy vào ngày 14 tháng 11, 1943, được đỡ đầu bởi bà Dina Bronstein Kurtz, mẹ Trung úy Bronstein, và nhập biên chế cùng Hải quân Hoa Kỳ vào ngày 13 tháng 12, 1943 dưới quyền chỉ huy của Hạm trưởng, Đại úy Hải quân Sheldon Howard Kinney.

## Lịch sử hoạt động

### USSBronstein
Sau khi hoàn tất việc chạy thử máy huấn luyện tại khu vực Bermuda và sửa chữa sau chạy thử máy vào tháng 1, 1944, Bronstein lên đường đi Norfolk, Virginia, nơi nó được phân về Đội đặc nhiệm 21.16, một đội tìm-diệt tàu ngầm bao gồm tàu sân bay hộ tống Block Island (CVE-21), tàu khu trục Corry (DD-463) cùng các tàu hộ tống khu trục Bronstein, Thomas (DE-102), Breeman (DE-104) và Bostwick (DE-103). Lực lượng khởi hành từ Norfolk vào ngày 16 tháng 2 để tuần tra chống tàu ngầm tại vùng biển Bắc Đại Tây Dương. Sau khi truy tìm không có kết quả một tàu ngầm Nhật Bản được cho là đang hoạt động tại khu vực giữa Bermuda và quần đảo Azores, đội đặc nhiệm chuyển sang đối phó với một bầy sói (Wolfpack) Đức gồm khoảng chín tàu ngầm U-boat, nhiều lần đã tấn công vào đối thủ.
Lúc chiều tối ngày 29 tháng 2, Thomas bắt được tín hiệu radar một tàu ngầm đổi phương nổi trên mặt biển, nên Bostwick phối hợp với nó để truy lùng mục tiêu; cùng lúc đó Block Island phái Bronstein truy tìm một chiếc U-boat thứ hai. Đang khi truy tìm đối thủ mới, một phát pháo sáng bắn lên đã bộc lộ chiếc U-boat thứ nhất đang nổi trên mặt biển và chuẩn bị tấn công Thomas và Bostwick. Bronstein đã khai hỏa bắn nhiều phát trúng đích chiếc tàu ngầm, buộc nó phải lặn xuống. Ba chiếc tàu hộ tống khu trục tiếp tục tấn công bằng mìn sâu; vào sáng sớm ngày hôm sau, Thomas cuối cùng đã đánh chìm được chiếc tàu ngầm tại tọa độ 49°10′B 26°00′T / 49,167°B 26°T. Chiếc U-boat bị tiêu diệt nhiều khả năng là chiếc U-709 vốn đã mất tích sau khi liên lạc về căn cứ lần sau cùng vào ngày 19 tháng 2.
Trong khi chiếc U-boat thứ hai cơ động lẩn tránh để tìm cơ hội tấn công Block Island, Bronstein phát hiện đối thủ qua sonar và ngay lập tức tấn công nó bằng mìn sâu. Sau các lượt tấn công kéo dài khoảng một giờ, một vụ nổ lớn đã xảy ra ngầm dưới nước, xác nhận đối phương đã bị tiêu diệt tại tọa độ 48°55′B 26°10′T / 48,917°B 26,167°T. Chiếc U-boat bị đánh chìm nhiều khả năng là chiếc U-603, vốn đã mất tích sau khi liên lạc về căn cứ lần sau cùng vào ngày 18 tháng 2. Đội tìm diệt rút lui về cảng Casablanca, Maroc vào ngày 8 tháng 3 để sửa chữa và tiếp nhiên liệu.
Rời vùng bờ biển Maroc vào ngày 11 tháng 3, đội đặc nhiệm của phát hiện chiếc U-801 bốn ngày sau đó qua radar. Chiếc tàu ngầm lại nổi lên mặt nước vào chiều tối ngày 16 tháng 3, và bị máy bay xuất phát từ chiếc tàu sân bay tấn công. Nó lặn xuống để ẩn náu và né tránh cho đến đêm rạng ngày 17 tháng 3, khi chiếc U-boat nổi lên măt nước để đánh điện về căn cứ. Tàu khu trục Corry đã dò được vị trí đối thủ qua hệ thống định vị vô tuyến và phối hợp cùng Bronstein tấn công U-801, gây hư hại và buộc đối phương phải nổi lên mặt nước. Thủy thủ đoàn của U-801 buộc phải bỏ tàu và tự đắnh đắm tàu của mình tại tọa độ 16°42′B 30°28′T / 16,7°B 30,467°T.
Bronstein cùng với Breeman được cho tách khỏi Đội đặc nhiệm 21.16 vào ngày 22 tháng 3, và đi đến Dakar, Tây Phi vào ngày hôm sau, nơi họ chất lên tàu một lô hàng quý giá: số vàng trị giá 60 triệu Đô la thuộc sở hữu của Ngân hàng Ba Lan. Hai chiếc tàu chiến rời Dakar vào ngày 26 tháng 3 để hướng đến New York theo tuyến đường trực tiếp và an toàn nhất, đến nơi vào ngày 3 tháng 4. Sau khi được sửa chữa trong mười ngày tại Xưởng hải quân New York, nó lại ra khơi vào ngày 12 tháng 4 trong thành phần một đội tìm-diệt khác vốn tham gia vào lực lượng hộ tống cho Đoàn tàu UGS-39 vượt Đại Tây Dương để đi sang Bắc Phi; đoàn tàu đi đến Bizerte, Tunisia an toàn vào ngày 3 tháng 5. Nó lại hộ tống cho một đoàn tàu vận tải khác trong chặng quay trở về, và lên đường vào ngày 11 tháng 5. Một tàu ngầm U-boat Đức đã tấn công đoàn tàu vào ngày 14 tháng 5, gây hư hại cho hai tàu buôn. Bronstein đã ở lại canh phòng cho hai chiếc tàu buôn cho đến khi được các tàu chiến thuộc Đội khu trục 19 đi đến thay phiên. Phần còn lại của đoàn tàu vận tải về đến New York an toàn vào ngày 29 tháng 5.
Bronstein lên đường đi Casco Bay, Maine vào ngày 10 tháng 6 để huấn luyện ôn tập, rồi đi đến Norfolk để gia nhập Đội đặc nhiệm 21.10, một đội tìm-diệt tàu ngầm được hình thành chung quanh tàu sân bay hộ tống Card (CVE-11). Đội đặc nhiệm hướng đến Newfoundland nhằm mục đích truy tìm một chiếc U-boat được cho là đang hoạt động tại khu vực phụ cận. Vào ngày 5 tháng 7, các tàu hộ tống khu trục Baker (DE-190) và Thomas đã đánh chìm tàu ngầm U-233 tại tọa độ 42°16′B 59°49′T / 42,267°B 59,817°T. và Đội đặc nhiệm 21.10 quay trở lại Boston, Massachusetts, để bàn giao các tù binh cũng như để Thomas sửa chữa những hư hại tại mũi tàu sau khi húc vào tàu ngầm đối phương.
Đội đặc nhiệm rời Boston vào ngày 10 tháng 7 để tuần tra tại khu vực Tây Ấn. Vào ngày 16 tháng 7, máy bay trinh sát phát hiện một mục tiêu ở cách đội hình 60 mi (97 km) về phía Bắc, và Bostwick cùng với Bronstein được phái đi truy lùng. Chiều tối hôm đó Card gặp trục trặc động cơ, nên trong suốt sáu giờ đã chết đứng giữa biển và không thể thu hồi máy bay. Bronstein phải hướng dẫn cho số máy bay trên không chuyển hướng đến hạ cánh tại Puerto Rico, rồi tiếp tục truy tìm tàu U-boat đối phương suốt đêm nhưng không đem lại kết quả. Chiếc tàu hộ tống khu trục gia nhập trở lại đội đặc nhiệm lúc họ đang trên đường hướng đến San Juan, Puerto Rico, và đến nơi vào ngày 18 tháng 7.
Ba trong số các tàu hộ tống khu trục lập tức quay trở lại tìm kiếm sau khi được tiếp nhiên liệu; Baker và Bronstein đến thay phiên cho hai trong số họ vào ngày 24 tháng 7. Toàn bộ đội đặc nhiệm tiếp tục đi đến một vị trí về phía Đông Bắc Azores vào ngày 17 tháng 8 mà không tìm thấy tàu ngầm đối phương. Đến cuối tháng 7, các con tàu quay trở về Xưởng hải quân New York để sửa chữa. Sau khi rời xưởng tàu, Bronstein thực hành huấn luyện ôn tập tại Casco Bay trước khi gia nhập trở lại cùng Card tại Norfolk. vào ngày 18 tháng 9, nó cùng Đội đặc nhiệm 22.2 lên đường đi Bermuda để huấn luyện thực tập phối hợp chiến thuật không/biển/ngầm. Đội tìm-diệt sau đó tiến hành một lượt truy tìm U-boat đối phương tại khu vực phía Bắc Azores, nhưng không có kết quả. Sau chặng dừng để tiếp nhiên liệu tại Casablanca vào các ngày 25 và 26 tháng 10, Đội đặc nhiệm 22.2 rút lui về New York.
Bronstein cùng Đội đặc nhiệm 22.2 ra khơi vào ngày 13 tháng 11 để thực hành huấn luyện gần khu vực Bermuda. Nó trải qua ngày lễ Giáng Sinh tại vùng biển Tây Ấn, nhưng quay trở về để đón năm mới 1945 tại New York. Trong tháng 1 và nữa đầu tháng 2, chiếc tàu hộ tống khu trục đảm trách một loạt các nhiệm vụ như phục vụ canh phòng máy bay cho việc huấn luyện của các tàu sân bay, thực hành huấn luyện và hộ tống vận tải ven biển.
Vào ngày 11 tháng 2, Bronstein rời Casco Bay để gia nhập cùng tàu sân bay hộ tống Core (CVE-13) tại vùng biển phía Nam Iceland. Tại đây vào ngày 16 tháng 2, nó gia nhập Đội đặc nhiệm 22.4, vốn hình thành chung quanh Core, và tất cả 12 tàu hộ tống khu trục trong đội tạo thành một hàng trinh sát dài 90 mi (140 km), nhằm mục đích truy tìm một tàu ngầm U-boat trinh sát thời tiết được cho là đang hiện diện trong khu vực. Họ không tìm thấy tàu ngầm đối phương, nhưng phải đối đầu với gió giật mạnh và sóng cao, đặc trưng của vùng biển Bắc Đại Tây Dương vào mùa Đông. Trong suốt hai ngày các con tàu phải chống chọi với thời tiết khắc nghiệt, và khi gió dịu lại đã tiến hành những sửa chữa cần thiết. Biển động nặng trở lại vào ngày 23 tháng 2, nhưng Bronstein cùng đồng đội đã cặp cảng Hvalfjörður, Iceland an toàn vào ngày 25 tháng 2.
Vào ngày 28 tháng 2, Bronstein ra khơi để hoạt động truy lùng nhiều tàu ngầm đối phương, được cho là đang hướng đến mũi Flemish. Cho dù tình hình thời tiết khả quan hơn, con tàu vẫn tiếp tục phải chống chọi sóng gió, cho đến khi được thay phiên vào ngày 14 tháng 3. Nó đi đến New York vào ngày 17 tháng 3, được sửa chữa trong năm ngày, rồi cùng với Baker đi đến New London, Connecticut để phục vụ như tàu hộ tống và tàu mục tiêu cho việc huấn luyện tàu ngầm.
Quay trở lại nhiệm vụ tuần tra vào ngày 14 tháng 4, Bronstein cùng với đội của nó được lệnh truy tìm một tàu ngầm ở lối ra vào vịnh Chesapeake. Cùng với Baker và Breeman, nó truy tìm các tuyến luồng phía Nam của vịnh; các tàu chiến truy tìm các tuyến luồng phía Bắc của vịnh đã tìm thấy đối thủ và đánh chìm một tàu U-boat trong đêm 29 ráng sáng ngày 30 tháng 4. Đội hộ tống quay trở về New York, nơi họ ăn mừng vào ngày 7 tháng 5, sau khi có tin tức về việc Đức Quốc xã đầu hàng.
Vào ngày 9 tháng 5, Bronstein quay trở lại phục vụ canh phòng máy bay cho việc huấn luyện chuẩn nhận phi công của các tàu sân bay hộ tống, làm việc cùng với Card, Mission Bay (CVE-59) và Croatan (CVE-25). Nó tạm ngưng vai trò này vào tháng 7 cho một chuyến đi với hành khách dân sự, và được bảo trì tại Xưởng hải quân Brooklyn. Đến cuối năm 1945, con tàu lại phải vào Xưởng hải quân Boston để sửa chữa động cơ, rồi lên đường đi New York vào ngày 23 tháng 10 để tham gia Duyệt binh hạm đội nhân ngày Hải quân. Rời New York vào ngày 3 tháng 11, chiếc tàu hộ tống khu trục đi xuống phía Nam, đến Green Cove Springs, Florida, nơi nó được cho xuất biên chế vào ngày 17 tháng 6, 1946, và được đưa về Hạm đội Dự bị Đại Tây Dương.

### ROUArtigas(DE-2)
Sau gần sáu năm bị bỏ không, Bronstein được bán cho Uruguay vào ngày 3 tháng 5, 1952, và được rút tên khỏi danh sách Đăng bạ Hải quân Hoa Kỳ vào ngày 14 tháng 5, 1952. Con tàu nhập biên chế cùng Hải quân Uruguay như là chiếc ROU Artigas (DE-2), cho đến khi ngừng hoạt động và tháo dỡ vào năm 1988.

## Phần thưởng
Bronstein được tặng thưởng danh hiệu Đơn vị Tuyên dương Tổng thống cùng ba Ngôi sao Chiến trận do thành tích phục vụ trong Thế Chiến II.
|  |                                         |  |
|  | Bronze star · Bronze star · Bronze star |  |

| Dãi băng Hoạt động Tác chiến (truy tặng) | Dãi băng Hoạt động Tác chiến (truy tặng)                                     | Đơn vị Tuyên Dương Tổng thống                                                | Đơn vị Tuyên Dương Tổng thống        |
| Huân chương Chiến dịch Hoa Kỳ            | Huân chương Chiến dịch Châu Âu-Châu Phi-Trung Đông với 3 Ngôi sao Chiến trận | Huân chương Chiến dịch Châu Âu-Châu Phi-Trung Đông với 3 Ngôi sao Chiến trận | Huân chương Chiến thắng Thế Chiến II |